# 林正秋
林正秋（1936年—），是中國杭州師範大學歷史系教授，為浙江地方和社會史、南宋文化史專家。曾任杭師院地方史文化研究所所長、浙江歷史文化研究所所長、浙江大學亞歐旅遊規劃設計研究院院長、杭州古都文化研究會會長、杭州市社會科學院兼職研究員、杭州研究院特邀研究員。他最為知名的研究是還原近一百道南宋宮廷及民間菜餚，為中國飲食文化史作出貢獻。

## 人物沿革
林正秋是溫州人，生於溫州，高中時已經立志成為專家，1960年畢業於杭州師範大學，師承歷史系教授宋史專家徐規。他對南宋臨安地方文化歷史的研究尤其著名，研究範圍包括臨安宮廷、寺院遺址、園林建設、商鋪字號、飲食菜譜、人口變化、歷史人物、經濟文化、海外貿易、科技史略等等，所以經常被旅遊地點和餐館的經營者，甚至是政府部門邀請為顧問。他是第一位把杭州歷史文化研究系統化的學者，杭州成為國家歷史文化名城之後，林正秋成為當時最年輕的顧問。他在20世紀1980年代當選杭州市的第六、七届政協委員，1987年當選杭州市優秀科技工作者，1991年當選杭州市勞動模範，1995年當選浙江省勞動模範。1986年，林正秋應定海地名辦公室邀請，為浙江省舟山市普陀區的朱家尖島上的諸多景點命名。

## 研究方向
林正秋埋身研究浙江地方文化五十多年，系統化零碎的古籍和方誌文獻，找出湮沒於世的文化，知名的研究著作達30多部，學術論文130餘篇。他因為精確算出由西漢至清朝鴉片戰爭前浙江省的人口變化數目的論文，獲得浙江省及杭州市自然科學優秀論文獎二項，論文收錄入《中國人物叢書》。他研究的特色就是跳出經院式的框框，將歷史和現代結合，把研究化成生產力。林正秋對自己的研究有三點要求，「新、深、實用」，必須是新觀點，翻箱倒篋挖地三尺地深入研究和研究所得必為現代所用。例如他會在消防局為消防員上課，講解考證為何杭州古代火災特別多的原因；著作《浙江旅遊與文化》成為熱門旅遊書；推廣西湖申請世界遺產成功兩週年，推出《西湖文化景觀史》，系統化兩千餘年西湖文化歷史。他到處興辦地方史的課程和講座，包括中學大學，政府機構，並且親自講學，培訓杭州導遊。2006年，中共杭州市委書記王國平讚揚林正秋為「百事通」。
林正秋非常關心地方文化建築，指出古代的廬可以融入現代建築之中，因保護杭州景點而寫了《古刹靈隐》、《西溪的歷史與文化》、《杭州與西湖歷史》三書，又因開發商打算在南宋皇城遺址建豪宅，憤而聯同其他歷史學家向媒體投書呼籲停工，並設想建設南宋皇城遺址公園。

## 飲食文化研究
林正秋最知名的是飲食文化研究，尤其是南宋時期的菜餚最為顯著。他是《中國飲食大辭典》的主編，著有《中國宋代菜點概述》，經常與兩岸的專家名廚交流。他考證出杭州第一位吃螃蟹的人是唐朝末期杭州城郊的女子。他應邀到酒廠研製宋代酒，指出酒廠的釀制方法出錯，在他指導之下成功還原「東坡蜜酒」，這種酒獲得中國全國首屆食品博覽會三等獎。
杭州當地的餐館八卦樓經理看過林正秋《南宋臨安的飲食》論文，委託林正秋還原南宋菜菜譜，於是他翻查50多位宋朝人物的著作，包括《宋史》、《武林舊事》、《夢粱錄》、《都城紀勝》等史料，從零碎的片言隻語找出蟹釀橙、酒香螺、南炒鱔、兩熟魚、芥辣蝦、水晶膾、蝦元子、蓮房魚包、酒蒸石首、抹肉筍簽、炙骨頭、鱉蒸羊、荔枝白腰子、酒蒸雞、蜜炙鵪子、炒雞蕈、冬瓜鮓、蓴菜湯、江瑤清羹、魚辣羹等二十道宋菜。當八卦樓設宋菜宴之時，震驚中外，四方的宋史專家紛紛上門品嚐，感嘆：「我讀南宋書，不知南宋味。今晚八卦樓，方知宋菜美。」直到現今，已還原近一百道南宋菜餚，成為杭州當地餐館包括樓外樓等的知名菜式。林正秋亦考究其他時代的飲食文化，1990年代還原了乾隆御宴數十道菜餚
。